# Kosovo Polje (ort)
Kosovo Polje är en ort i Bosnien och Hercegovina.   Den ligger i entiteten Republika Srpska, i den östra delen av landet, 80 km öster om huvudstaden Sarajevo. Kosovo Polje ligger 320 meter över havet och antalet invånare är 792.
Terrängen runt Kosovo Polje är kuperad åt sydost, men åt nordväst är den bergig. Kosovo Polje ligger nere i en dal.Runt Kosovo Polje är det ganska tätbefolkat, med 67 invånare per kvadratkilometer.. Närmaste större samhälle är Višegrad, 2,2 km söder om Kosovo Polje. 
I omgivningarna runt Kosovo Polje växer i huvudsak blandskog.